# Підрозділи окружного секретаріату Шрі-Ланки
Підрозділи окружного секретаріату Шрі-Ланки, скорочено підрозділи ОС — адміністративна одиниця третього рівня адміністративного поділу Шрі-Ланки. Спочатку були засновані на феодальних округах, коралах і ратах.
Всього є 331 підрозділ ОС які поділяються загалом на 14 021 Грама Ніладхарі.

## Підрозділи окружного серкетаріату за округом

### Центральна провінція

#### Округ Канді
- * Акурана (підрозділ окружного секретаріату)
  - Делтота (підрозділ окружного секретаріату)
  - Долува (підрозділ окружного секретаріату)
  - Ганга-Іхала-Корале (підрозділ окружного секретаріату)
  - Харіспаттува (підрозділ окружного секретаріату)
  - Хатараліядда (підрозділ окружного секретаріату)
  - Канді (підрозділ окружного секретаріату)
  - Кундасале (підрозділ окружного секретаріату)
  - Медадумбара (підрозділ окружного секретаріату)
  - Мініпе (підрозділ окружного секретаріату)
  - Панвіла (підрозділ окружного секретаріату)
  - Пасбаге-Корале (підрозділ окружного секретаріату)
  - Патадумбара (підрозділ окружного секретаріату)
  - Патахевахета (підрозділ окружного секретаріату)
  - Пооджапітія (підрозділ окружного секретаріату)
  - Тумпане (підрозділ окружного секретаріату)
  - Удадумбара (підрозділ окружного секретаріату)
  - Удапалата (підрозділ окружного секретаріату)
  - Удунувара (підрозділ окружного секретаріату)
  - Ятінувара (підрозділ окружного секретаріату)

#### Округ Матале
- * Амбанганга Корале (підрозділ окружного секретаріату)
  - Дамбулла (підрозділ окружного секретаріату)
  - Галевела (підрозділ окружного секретаріату)
  - Лаггала-Паллегама (підрозділ окружного секретаріату)
  - Матале (підрозділ окружного секретаріату)
  - Наула (підрозділ окружного секретаріату)
  - Паттепола (підрозділ окружного секретаріату)
  - Раттота (підрозділ окружного секретаріату)
  - Укувела (підрозділ окружного секретаріату)
  - Вілгамува (підрозділ окружного секретаріату)
  - Ятаватта (підрозділ окружного секретаріату)

#### Округ Нувара-Елія
- * Амбагамува (підрозділ окружного секретаріату)
  - Хангуранкета (підрозділ окружного секретаріату)
  - Котмале (підрозділ окружного секретаріату)
  - Нувара-Елія (підрозділ окружного секретаріату)
  - Валапане (підрозділ окружного секретаріату)

### Східна провінція

#### Округ Ампара
- * Аддалачченаї (підрозділ окружного секретаріату)
  - Аккарайпатту (підрозділ окружного секретаріату)
  - Алаядівембу (підрозділ окружного секретаріату)
  - Ампара (підрозділ окружного секретаріату)
  - Дамана (підрозділ окружного секретаріату)
  - Дехіаттакандія (підрозділ окружного секретаріату)
  - Ерагама (підрозділ окружного секретаріату)
  - Калмунай-Тамільський (підрозділ окружного секретаріату)
  - Калмунай-Муслімський (підрозділ окружного секретаріату)
  - Каратіву (підрозділ окружного секретаріату)
  - Лахугала (підрозділ окружного секретаріату)
  - Махаоя (підрозділ окружного секретаріату)
  - Навітанвелі (підрозділ окружного секретаріату)
  - Нінтавур (підрозділ окружного секретаріату)
  - Падіяталава (підрозділ окружного секретаріату)
  - Потувіл (підрозділ окружного секретаріату)
  - Саїнтамарату (підрозділ окружного секретаріату)
  - Саммантурай (підрозділ окружного секретаріату)
  - Тірукковіл (підрозділ окружного секретаріату)
  - Ухана (підрозділ окружного секретаріату)

#### Округ Баттікалоа
- * Еравур-Патту (підрозділ окружного секретаріату)
  - Еравур-Таун (підрозділ окружного секретаріату)
  - Каттанкуді (підрозділ окружного секретаріату)
  - Коралай-Патту (підрозділ окружного секретаріату)
  - Центральний Коралай-Патту (підрозділ окружного секретаріату)
  - Північний Коралай-Патту (підрозділ окружного секретаріату)
  - Південний Коралай-Патту (підрозділ окружного секретаріату)
  - Західний Коралай-Патту (підрозділ окружного секретаріату)
  - Північний Манмунай (підрозділ окружного секретаріату)
  - Манмунай-Патту (підрозділ окружного секретаріату)
  - Південний Манмунай та Ерувіл-Патту (підрозділ окружного секретаріату)
  - Південно-Західний Манмунай (підрозділ окружного секретаріату)
  - Західний Манмунай (підрозділ окружного секретаріату)
  - Поратіву-Патту (підрозділ окружного секретаріату)

#### Округ Тринкомалі
- * Гомаранкадавала (підрозділ окружного секретаріату)
  - Канталай (підрозділ окружного секретаріату)
  - Кіннійя (підрозділ окружного секретаріату)
  - Куччавелі (підрозділ окружного секретаріату)
  - Моравева (підрозділ окружного секретаріату)
  - Муттур (підрозділ окружного секретаріату)
  - Падаві-Шрі-Пура (підрозділ окружного секретаріату)
  - Серувіла (підрозділ окружного секретаріату)
  - Тамбалагамува (підрозділ окружного секретаріату)
  - Тринкомалі (підрозділ окружного секретаріату)
  - Веругал (підрозділ окружного секретаріату)

### Північно-Центральна провінція

#### Округ Анурадхапура
- * Галнева (підрозділ окружного секретаріату)
  - Галенбіндунувева (підрозділ окружного секретаріату)
  - Хоровпотана (підрозділ окружного секретаріату)
  - Іпалогама (підрозділ окружного секретаріату)
  - Кахатагасдігілія (підрозділ окружного секретаріату)
  - Кебітіголлева (підрозділ окружного секретаріату)
  - Кекірава (підрозділ окружного секретаріату)
  - Махавілаччія (підрозділ окружного секретаріату)
  - Медаваччія (підрозділ окружного секретаріату)
  - Міхінтале (підрозділ окружного секретаріату)
  - Наччадоова (підрозділ окружного секретаріату)
  - Ноччіягама (підрозділ окружного секретаріату)
  - Центральний Нуварагам-Палата (підрозділ окружного секретаріату)
  - Східний Нуварагам-Палата (підрозділ окружного секретаріату)
  - Падавія (підрозділ окружного секретаріату)
  - Палагала (підрозділ окружного секретаріату)
  - Палугасвева (підрозділ окружного секретаріату)
  - Раджанганая (підрозділ окружного секретаріату)
  - Рамбева (підрозділ окружного секретаріату)
  - Талава (підрозділ окружного секретаріату)
  - Тамбуттегама (підрозділ окружного секретаріату)
  - Тіраппане (підрозділ окружного секретаріату)

#### Округ Полоннарува
- * Дімбулагала (підрозділ окружного секретаріату)
  - Елахера (підрозділ окружного секретаріату)
  - Хінгуракгода (підрозділ окружного секретаріату)
  - Ланкапура (підрозділ окружного секретаріату)
  - Медірігірія (підрозділ окружного секретаріату)
  - Таманкадува (підрозділ окружного секретаріату)
  - Веліканда (підрозділ окружного секретаріату)

### Північна провінція

#### Округ Джафна
- * Делфт (підрозділ окружного секретаріату)
  - Північний Айленд (підрозділ окружного секретаріату)
  - Південний Айленд (підрозділ окружного секретаріату)
  - Джафна (підрозділ окружного секретаріату)
  - Карайнагар (підрозділ окружного секретаріату)
  - Наллур (підрозділ окружного секретаріату)
  - Тенмарадчі (підрозділ окружного секретаріату)
  - Східний Вадамарадчі (підрозділ окружного секретаріату)
  - Північний Вадамарадчі (підрозділ окружного секретаріату)
  - Південно-Західний Вадамарадчі (підрозділ окружного секретаріату)
  - Східний Валікамам (підрозділ окружного секретаріату)
  - Північний Валікамам (підрозділ окружного секретаріату)
  - Південний Валікамам (підрозділ окружного секретаріату)
  - Південно-Західний Валікамам (підрозділ окружного секретаріату)
  - Західний Валікамам (підрозділ окружного секретаріату)

#### Округ Кіліноччі
- * Кандавалай (підрозділ окружного секретаріату)
  - Караччі (підрозділ окружного секретаріату)
  - Паччілайпаллі (підрозділ окружного секретаріату)
  - Поонакарі (підрозділ окружного секретаріату)

#### Округ Маннар
- * Мадху (підрозділ окружного секретаріату)
  - Маннар (підрозділ окружного секретаріату)
  - Західний Мантай (підрозділ окружного секретаріату)
  - Мусалай (підрозділ окружного секретаріату)
  - Нанаддан (підрозділ окружного секретаріату)

#### Округ Муллайтіву
- * Східний Мантай (підрозділ окружного секретаріату)
  - Марітімепатту (підрозділ окружного секретаріату)
  - Оддусуддан (підрозділ окружного секретаріату)
  - Путукудіїруппу (підрозділ окружного секретаріату)
  - Тунуккай (підрозділ окружного секретаріату)
  - Веліоя (підрозділ окружного секретаріату)

#### Округ Вавунія
- * Вавунія (підрозділ окружного секретаріату)
  - Північна Вавунія (підрозділ окружного секретаріату)
  - Південна Вавунія (підрозділ окружного секретаріату)
  - Венгалачеддікулам (підрозділ окружного секретаріату)

### Північно-Західна провінція

#### Округ Курунегала
- * Алавва (підрозділ окружного секретаріату)
  - Амбанпола (підрозділ окружного секретаріату)
  - Вамунакотува (підрозділ окружного секретаріату)
  - Бінгірія (підрозділ окружного секретаріату)
  - Ехетувева (підрозділ окружного секретаріату)
  - Галгамува (підрозділ окружного секретаріату)
  - Ганеватта (підрозділ окружного секретаріату)
  - Гірібава (підрозділ окружного секретаріату)
  - Іббагамува (підрозділ окружного секретаріату)
  - Катупота (підрозділ окружного секретаріату)
  - Кобейгане (підрозділ окружного секретаріату)
  - Котавехера (підрозділ окружного секретаріату)
  - Східний Куліяпітія (підрозділ окружного секретаріату)
  - Західний Куліяпітія (підрозділ окружного секретаріату)
  - Курунегала (підрозділ окружного секретаріату)
  - Махава (підрозділ окружного секретаріату)
  - Маллавапітія (підрозділ окружного секретаріату)
  - Маспота (підрозділ окружного секретаріату)
  - Маватагама (підрозділ окружного секретаріату)
  - Нараммала (підрозділ окружного секретаріату)
  - Нікавератія (підрозділ окружного секретаріату)
  - Пандуваснувара (підрозділ окружного секретаріату)
  - Паннала (підрозділ окружного секретаріату)
  - Полгахавела (підрозділ окружного секретаріату)
  - Полпітігама (підрозділ окружного секретаріату)
  - Раснаякапура (підрозділ окружного секретаріату)
  - Рідеегама (підрозділ окружного секретаріату)
  - Удубаддава (підрозділ окружного секретаріату)
  - Варіяпола (підрозділ окружного секретаріату)
  - Веерамбугедара (підрозділ окружного секретаріату)

#### Округ Путталам
- * Анамадува (підрозділ окружного секретаріату)
  - Араччікаттува (підрозділ окружного секретаріату)
  - Чілав (підрозділ окружного секретаріату)
  - Данкотува (підрозділ окружного секретаріату)
  - Калпітія (підрозділ окружного секретаріату)
  - Карувалагасвева (підрозділ окружного секретаріату)
  - Мадампе (підрозділ окружного секретаріату)
  - Махакумбуккадавала (підрозділ окружного секретаріату)
  - Махавева (підрозділ окружного секретаріату)
  - Мундалама (підрозділ окружного секретаріату)
  - Наттандія (підрозділ окружного секретаріату)
  - Навагаттегама (підрозділ окружного секретаріату)
  - Паллама (підрозділ окружного секретаріату)
  - Путталам (підрозділ окружного секретаріату)
  - Ванатавіллува (підрозділ окружного секретаріату)
  - Веннаппува (підрозділ окружного секретаріату)

### Сабарагамува

#### Округ Кегалле
- * Аранаяка (підрозділ окружного секретаріату)
  - Булаткохупітія (підрозділ окружного секретаріату)
  - Дехіовіта (підрозділ окружного секретаріату)
  - Дераніягала (підрозділ окружного секретаріату)
  - Галігамува (підрозділ окружного секретаріату)
  - Кегалле (підрозділ окружного секретаріату)
  - Маванелла (підрозділ окружного секретаріату)
  - Рамбуккана (підрозділ окружного секретаріату)
  - Руванвелла (підрозділ окружного секретаріату)
  - Варакапола (підрозділ окружного секретаріату)
  - Ятіянтота (підрозділ окружного секретаріату)

#### Округ Ратнапура
- * Аягама (підрозділ окружного секретаріату)
  - Балангода (підрозділ окружного секретаріату)
  - Ехеліягода (підрозділ окружного секретаріату)
  - Елапатта (підрозділ окружного секретаріату)
  - Ембіліпітія (підрозділ окружного секретаріату)
  - Годакавела (підрозділ окружного секретаріату)
  - Імбулпе (підрозділ окружного секретаріату)
  - Кахаватта (підрозділ окружного секретаріату)
  - Калавана (підрозділ окружного секретаріату)
  - Кіріелла (підрозділ окружного секретаріату)
  - Колонна (підрозділ окружного секретаріату)
  - Курувіта (підрозділ окружного секретаріату)
  - Нівітігала (підрозділ окружного секретаріату)
  - Опанаяка (підрозділ окружного секретаріату)
  - Пелмадулла (підрозділ окружного секретаріату)
  - Ратнапура (підрозділ окружного секретаріату)
  - Велігепола (підрозділ окружного секретаріату)

### Південна провінція

#### Округ Галле
- * Акмеемана (підрозділ окружного секретаріату)
  - Амбалангода (підрозділ окружного секретаріату)
  - Баддегама (підрозділ окружного секретаріату)
  - Балапітія (підрозділ окружного секретаріату)
  - Бентота (підрозділ окружного секретаріату)
  - Бопе-Поддала (підрозділ окружного секретаріату)
  - Елпітія (підрозділ окружного секретаріату)
  - Галле (підрозділ окружного секретаріату)
  - Гонапінувала (підрозділ окружного секретаріату)
  - Хабарадува (підрозділ окружного секретаріату)
  - Хіккадува (підрозділ окружного секретаріату)
  - Імадува (підрозділ окружного секретаріату)
  - Каранденія (підрозділ окружного секретаріату)
  - Нагода (підрозділ окружного секретаріату)
  - Нелува (підрозділ окружного секретаріату)
  - Ніягама (підрозділ окружного секретаріату)
  - Тавалама (підрозділ окружного секретаріату)
  - Велівітія-Дівітура (підрозділ окружного секретаріату)
  - Яккаламулла (підрозділ окружного секретаріату)

#### Округ Хамбантота
- * Амбалантота (підрозділ окружного секретаріату)
  - Ангунаколапелесса (підрозділ окружного секретаріату)
  - Беліатта (підрозділ окружного секретаріату)
  - Хамбантота (підрозділ окружного секретаріату)
  - Катувана (підрозділ окружного секретаріату)
  - Лунугамвехера (підрозділ окружного секретаріату)
  - Окевела (підрозділ окружного секретаріату)
  - Суріявева (підрозділ окружного секретаріату)
  - Тангалле (підрозділ окружного секретаріату)
  - Тіссамахарама (підрозділ окружного секретаріату)
  - Валасмулла (підрозділ окружного секретаріату)
  - Віракетія (підрозділ окружного секретаріату)

#### Округ Матара
- * Акуресса (підрозділ окружного секретаріату)
  - Атуралія (підрозділ окружного секретаріату)
  - Девінувара (підрозділ окружного секретаріату)
  - Діквелла (підрозділ окружного секретаріату)
  - Хакмана (підрозділ окружного секретаріату)
  - Камбурупітія (підрозділ окружного секретаріату)
  - Кірінда-Пухулвелла (підрозділ окружного секретаріату)
  - Котапола (підрозділ окружного секретаріату)
  - Малімбада (підрозділ окружного секретаріату)
  - Матара (підрозділ окружного секретаріату)
  - Мулатіяна (підрозділ окружного секретаріату)
  - Пасгода (підрозділ окружного секретаріату)
  - Пітабеддара (підрозділ окружного секретаріату)
  - Тіхагода (підрозділ окружного секретаріату)
  - Велігама (підрозділ окружного секретаріату)
  - Веліпітія (підрозділ окружного секретаріату)

### Провінція Ува

#### Округ Бадулла
- * Бадулла (підрозділ окружного секретаріату)
  - Бандаравела (підрозділ окружного секретаріату)
  - Елла (підрозділ окружного секретаріату)
  - Халдуммулла (підрозділ окружного секретаріату)
  - Халі-Ела (підрозділ окружного секретаріату)
  - Хапутале (підрозділ окружного секретаріату)
  - Кандакетія (підрозділ окружного секретаріату)
  - Лунугала (підрозділ окружного секретаріату)
  - Махіянганая (підрозділ окружного секретаріату)
  - Мігахаківула (підрозділ окружного секретаріату)
  - Пассара (підрозділ окружного секретаріату)
  - Рідімаліядда (підрозділ окружного секретаріату)
  - Соранатота (підрозділ окружного секретаріату)
  - Ува-Паранагама (підрозділ окружного секретаріату)
  - Велімада (підрозділ окружного секретаріату)

#### Округ Монерагала
- * Бадалкумбура (підрозділ окружного секретаріату)
  - Бібіле (підрозділ окружного секретаріату)
  - Буттала (підрозділ окружного секретаріату)
  - Катарагама (підрозділ окружного секретаріату)
  - Мадулла (підрозділ окружного секретаріату)
  - Медагама (підрозділ окружного секретаріату)
  - Монерагала (підрозділ окружного секретаріату)
  - Севанагала (підрозділ окружного секретаріату)
  - Сіямбаландува (підрозділ окружного секретаріату)
  - Танамалвіла (підрозділ окружного секретаріату)
  - Веллавая (підрозділ окружного секретаріату)

### Західна провінція

#### Округ Коломбо
- * Коломбо (підрозділ окружного секретаріату)
  - Дехівала (підрозділ окружного секретаріату)
  - Хомагама (підрозділ окружного секретаріату)
  - Кадувела (підрозділ окружного секретаріату)
  - Кесбева (підрозділ окружного секретаріату)
  - Колоннава (підрозділ окружного секретаріату)
  - Котте (підрозділ окружного секретаріату)
  - Махарагама (підрозділ окружного секретаріату)
  - Моратува (підрозділ окружного секретаріату)
  - Падукка (підрозділ окружного секретаріату)
  - Ратмалана (підрозділ окружного секретаріату)
  - Сітавака (підрозділ окружного секретаріату)
  - Тімбірігас'яя (підрозділ окружного секретаріату)

#### Округ Гампаха
- * Аттанагалла (підрозділ окружного секретаріату)
  - Біягама (підрозділ окружного секретаріату)
  - Домпе (підрозділ окружного секретаріату)
  - Дівулапітія (підрозділ окружного секретаріату)
  - Гампаха (підрозділ окружного секретаріату)
  - Джа-Ела (підрозділ окружного секретаріату)
  - Катана (підрозділ окружного секретаріату)
  - Келанія (підрозділ окружного секретаріату)
  - Махара (підрозділ окружного секретаріату)
  - Мінувангода (підрозділ окружного секретаріату)
  - Мірігама (підрозділ окружного секретаріату)
  - Негомбо (підрозділ окружного секретаріату)
  - Ваттала (підрозділ окружного секретаріату)

#### Округ Калутара
- * Агалаватта (підрозділ окружного секретаріату)
  - Бандарагама (підрозділ окружного секретаріату)
  - Берувала (підрозділ окружного секретаріату)
  - Булатсінхала (підрозділ окружного секретаріату)
  - Додангода (підрозділ окружного секретаріату)
  - Хорана (підрозділ окружного секретаріату)
  - Інгірія (підрозділ окружного секретаріату)
  - Калутара (підрозділ окружного секретаріату)
  - Мадуравела (підрозділ окружного секретаріату)
  - Матугама (підрозділ окружного секретаріату)
  - Мілланія (підрозділ окружного секретаріату)
  - Палінданувара (підрозділ окружного секретаріату)
  - Панадура (підрозділ окружного секретаріату)
  - Валаллавіта (підрозділ окружного секретаріату)